# James Abercromby, 1:e baron Dumfermline
James Abercromby, född den 7 november 1776, död den 17 april 1858, var en skotsk sakförare, son till Ralph Abercromby.
Abercromby inträdde 1807 i parlamentet som whig, var 1827-1828 generalauditör ("judge-advocate-general") under Cannings ministär och 1834 såsom myntdirektör medlem av första Melbourneministären. 
Abercromby var 1835-1839 talman i underhuset och upphöjdes vid sin avgång som peer till baron Dunfermline.